# عبدالقیوم بیسد
عبدالقیوم بیسد (۱۳۰۷ خورشیدی - وفات تاریخ ۱۴ قوس ۱۳۹۲) پدر تئاترافغانستان است. او یک هنر مند تئاتر افغانستان بود. وی استاد در دانشکده هنرهای زیبای دانشگاه کابلُ در رشته کارگردانیُ هنرپیشگی و فن سخنرانی بود. او رسماً فعالیت هنری خویش را در سال ۱۳۲۲ خورشیدی در «پوهنی ننداری» ریاست مستقل مطبوعات آغاز کرده بود. اولین نمایشنامهٔ او بنام «میراث» که اثر عبدالرشید لطیفی بودآغاز کرد که در آن نقش یک مرزا کم سواد و افسقال را بازی کرده بود.

## زندگی‌نامه
عبدالقیوم بیسد در سال ۱۳۰۷ خورشیدی در ده افغانان شهر کابل زاده شد. بعد از ختم مکتب ابتدائیه شامل لیسه استقلال و در سال ۱۳۲۴ خورشیدی از آن لیسه فارغ‌التحصیل گردید. بیسد بنابر شوق و علاقه فراوانی که به هنر تئاتر و تمثیل داشت از مدتها رؤیای اکت و تمثیل و کارهای هنری را در سر می‌پرورانید. هنوز متعلم لیسه استقلال بود که با به میان آمدن صحنه تمثیل (پوهنی ننداری) در پاییز ۱۳۲۱ خورشیدی پس از موفقیت در امتحان به تئاتر راه یافت و برای اولین بار در نمایشنامه (میراث) اثر عبدالرشید لطیفی، نقش بازی کرد.
بیسد با سایر هم مسلکان و هنرمندان رادیو افغانستان یا نام جدید آن رادیو تلویزیون ملی افغانستان مانند مشعل هنریار، فضل احمد فضلی، یاسین صادق، محبوبه جباری، حبیبه عسکر و اثرنویسان چون [لطیفی، برشنا، عبدالرحمن پژواک، عبدالرحمن بینا، نشاط ملک خیل و دیگران راه هنر را در پیش گرفت.
از بیسد به عنوان یکی از مؤسسین و بنیان‌گذاران هنر تیاتر افغانستان نام برده می‌شود. او در بیشتر از سه صد نمایشنامهٔ درامه نویسان مشهور شرق و غرب آشیل، سوفوکل و اوروپید گرفته تا شکسپیر و درام نویسان افغانستان چون عبدالرشید لطیفی، عبدالغفور برشنا، عبدالرحمن پژواک، نقش اول را بازی نموده یا هم کارگردانی کرده‌است.

## زندگی هنری
بیسد در سال ۱۳۲۲ از لیسه استقلال کابل، به هنر تیاتر روی آورد. او ۱۴ نمایشنامهٔ رادیویی، ۱۵ تیاتر و نمایشنامهٔ تلویزیونی نوشته‌است. وی در طول بیش از ۷۰ سال فعالیت هنری خود، در بیش از ۳۰۰ نمایشنامه نقش ایفا کرد. او کارش را در ثور سال ۱۳۲۲ خورشیدی در پردهٔ تیاتر معاصر افغانستان با نمایشنامهٔ «میراث» اثر عبدالرشید لطیفی آغاز کرد که در آن نقش یک مرزا کم سواد» و «افسقال» را بازی کرده بود. او شرکت در درامه افسانه‌های کاکا منجانی صاحب شهرت شد. در کنار فعالیتهای هنری و فرهنگیاش وظایفی چون هنرپیشه و کارگردان رسمی تیاتر تلویزیون و رادیو، مدیر مسوول پوهنی ننداری و شهری ننداری، کار گردان افتخاری لیسه‌های ملالی، رابعه بلخی، زرغونه و نهاد نسوان و کودکستانها و لیسه‌های استقلال و امانی، عضو هیئت رئیسه اتحادیه هنرمندان، نمایندهٔ منتخب مکروریانهای سوم و عضو هیئت رئیس شهرداری کابل و نمایندهٔ منتخب مردم شهر کابل در مجلس سنا و رئیس کمیسیون فرهنگ و علوم آن مجلس، همچنان استاد دانشکدهٔ هنرهای زیبا در دانشگاه کابل در زمینهٔ کارگردانی، هنرپیشگی و فن سخنرانی، معین و سرپرست کمیتهٔ دولتی فرهنگ و مشاور فرهنگی وزیر اطلاعات و فرهنگ درسال ۱۳۷۰و ۱۳۷۱بود.
او از خزان سال ۱۳۷۱تا آمدن طالبان رئیس هنرهای صفحات شمال، استاد ادبیات نمایشی و نمایشنامه و فیلمنامه‌نویسی و فن سخنرانی در دانشکدهٔ ادبیات دانشگاه بلخ بود و عضویت کانون فرهنگی حکیم ناصر خسرو بلخی را نیز داشت. بیسد در کنار فعالیتهای هنری اش سالهای درازی عضو تیم ملی فوتبال افغانستان بود و برای انجام مسابقات فوتبال سفرهای زیادی کرده‌است.

## درگذشت
عبدالقیوم بیسد پس از دو ماه بیماری بر اثر بیماری کلیه، به تاریخ ۱۴ قوس ۱۳۹۲ در سن هشتاد و پنج سالگی درگذشت. جنازهٔ پس از خواندن نماز جنازه در مسجد پل خشتی در شهدای صالحین با حضور جمعی از هنرمندان و فرهنگیان به خاک سپرده شد.